# 神周
神周，鳳陽府壽州人，明朝軍事將領，神英之子。
神周初為指揮僉事。累官都指揮使，充延綏右參將。正德六年，命其率領所部討河南流賊，屢有戰功，升都督同知。后以副總兵鎮山西。正德九年，寧武關寇亂，神周擁兵不戰，致使軍民死者數千。詔巡撫官執歸京師。神周偷偷買通權貴，在行至易州，偽稱病，自陳戰功。明武宗於是宥免其罪，盡削其秩，為總旗，仍然擔任輸粟指揮。之後，因攀缘江彬入豹房，迅速恢复都督，并赐國姓，典兵禁中。江彬事败后，神周亦下獄，伏誅。